# Notiocharis paxillosa
Notiocharis paxillosa är en tvåvingeart som beskrevs av Quate 1967. Notiocharis paxillosa ingår i släktet Notiocharis och familjen fjärilsmyggor. Inga underarter finns listade i Catalogue of Life.